# Lœuilly
Lœuilly és un municipi francès situat al departament del Somme i a la regió dels Alts de França. L'any 2007 tenia 838 habitants.

## Demografia

### Població
El 2007 la població de fet de Lœuilly era de 838 persones. Hi havia 324 famílies de les quals 73 eren unipersonals (28 homes vivint sols i 45 dones vivint soles), 105 parelles sense fills, 138 parelles amb fills i 8 famílies monoparentals amb fills.
La població ha evolucionat segons el següent gràfic:
Habitants censats

### Habitatges
El 2007 hi havia 356 habitatges, 330 eren l'habitatge principal de la família, 7 eren segones residències i 19 estaven desocupats. 341 eren cases i 14 eren apartaments. Dels 330 habitatges principals, 266 estaven ocupats pels seus propietaris, 57 estaven llogats i ocupats pels llogaters i 7 estaven cedits a títol gratuït; 2 tenien una cambra, 14 en tenien dues, 47 en tenien tres, 71 en tenien quatre i 196 en tenien cinc o més. 235 habitatges disposaven pel capbaix d'una plaça de pàrquing. A 121 habitatges hi havia un automòbil i a 172 n'hi havia dos o més.

### Piràmide de població

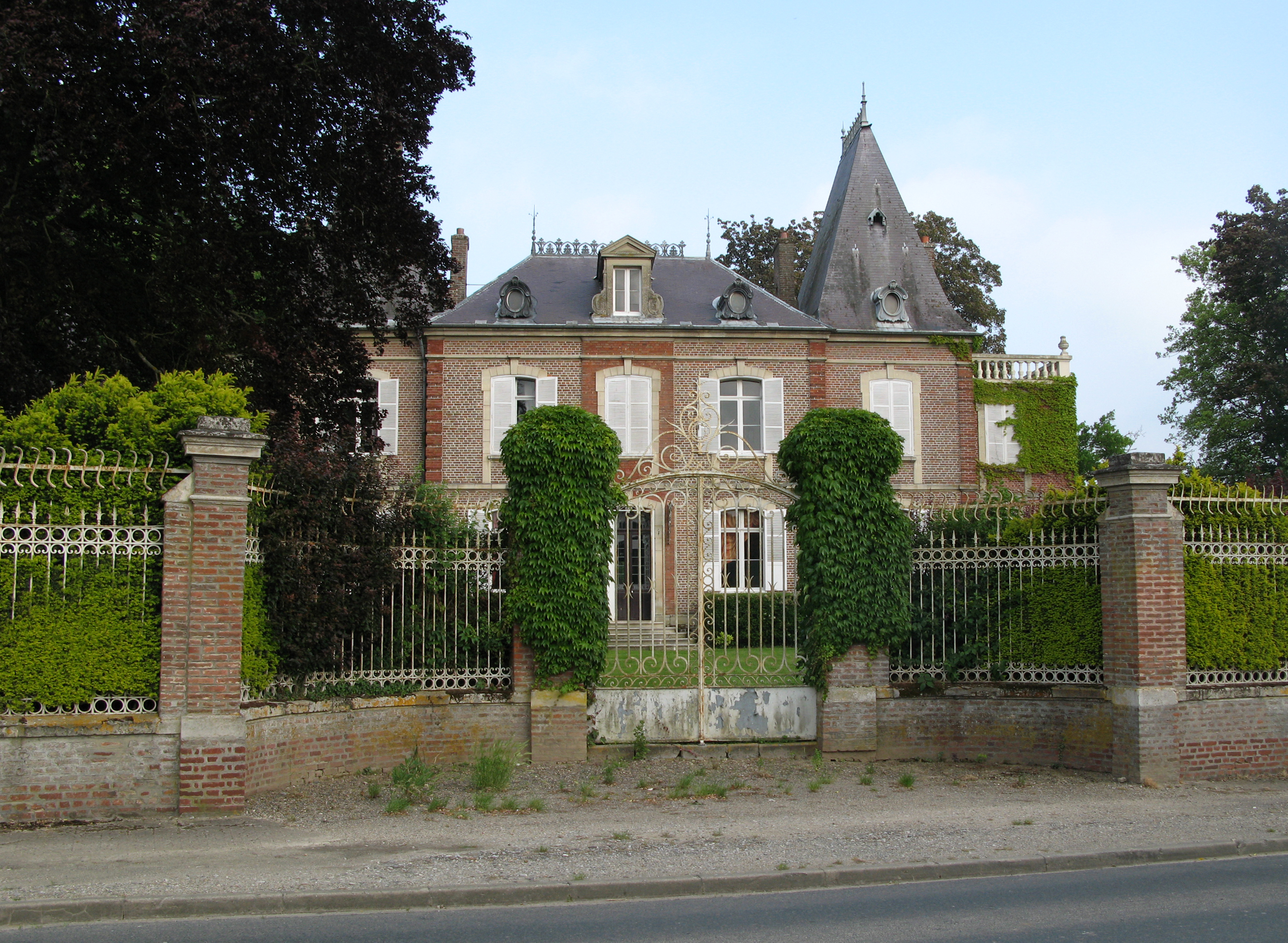
castell

La piràmide de població per edats i sexe el 2009 era:
| Homes | Edats   | Dones |
| ----- | ------- | ----- |
| 0     | 95 o +  | 0     |
| 0     | 90 a 94 | 0     |
| 12    | 85 a 89 | 8     |
| 8     | 80 a 84 | 0     |
| 12    | 75 a 79 | 24    |
| 8     | 70 a 74 | 20    |
| 12    | 65 a 69 | 20    |
| 20    | 60 a 64 | 16    |
| 24    | 55 a 59 | 4     |
| 44    | 50 a 54 | 52    |
| 24    | 45 a 49 | 32    |
| 32    | 40 a 44 | 32    |
| 36    | 35 a 39 | 32    |
| 12    | 30 a 34 | 20    |
| 20    | 25 a 29 | 36    |
| 24    | 20 a 24 | 8     |
| 48    | 15 a 19 | 32    |
| 20    | 10 a 14 | 24    |
| 20    | 5 a 9   | 16    |
| 28    | 0 a 4   | 24    |

## Economia
El 2007 la població en edat de treballar era de 568 persones, 409 eren actives i 159 eren inactives. De les 409 persones actives 379 estaven ocupades (192 homes i 187 dones) i 30 estaven aturades (20 homes i 10 dones). De les 159 persones inactives 66 estaven jubilades, 52 estaven estudiant i 41 estaven classificades com a «altres inactius».

### Ingressos
El 2009 a Lœuilly hi havia 314 unitats fiscals que integraven 813 persones, la mediana anual d'ingressos fiscals per persona era de 19.446 €.

### Activitats econòmiques
Dels 22 establiments que hi havia el 2007, 1 era d'una empresa alimentària, 1 d'una empresa de fabricació de material elèctric, 3 d'empreses de fabricació d'altres productes industrials, 4 d'empreses de construcció, 2 d'empreses de comerç i reparació d'automòbils, 2 d'empreses de transport, 1 d'una empresa d'hostatgeria i restauració, 1 d'una empresa d'informació i comunicació, 1 d'una empresa financera, 1 d'una empresa de serveis i 5 d'entitats de l'administració pública.
Dels 6 establiments de servei als particulars que hi havia el 2009, 1 era una oficina de correu, 2 paletes, 2 fusteries i 1 lampisteria.
Dels 2 establiments comercials que hi havia el 2009, 1 era una botiga de més de 120 m² i 1 una botiga de menys de 120 m².
L'any 2000 a Lœuilly hi havia 17 explotacions agrícoles que ocupaven un total de 546 hectàrees.

## Equipaments sanitaris i escolars
El 2009 hi havia una escola elemental.

## Poblacions més properes
El següent diagrama mostra les poblacions més properes.